# Сотер (Ортинский)
Сотер Стефан Ортинский де Лабетц (пол. Soter Stefan Ortyński de Labetz; 29 января 1866, село Ортиничи, Королевство Галиции и Лодомерии, Австро-Венгерская империя (ныне Дрогобычский район, Львовская область, Украина) — 24 марта 1916, Филадельфия, Пенсильвания, США) — церковный деятель, василианин, первый епископ Украинской Греко-Католической Церкви в США

## Биография
Предки Стефана Ортинского происходили из шляхетского рода герба Лебедь (пол. Łabędź), позже от родового села Ортиничи (пол. Ortynice) у них появилась фамилия пол. Ortyński. Родители Стефана были глубоко религиозные и благородные люди. В том же духе они воспитывали своих пятерых детей. Стефан после окончания народной школы в селе, учился в Дрогобычской гимназии, а с 1883 года, — в гимназии в Самборе.

### Василианский Орден и философско-богословское образование
В Василианский Орден Стефан Ортинский вступил 3 февраля 1884 года, приняв монашеское имя Сотер. Приняв монашество он отправился сначала в Добромиль, где изучал философию и затем в Краков, где изучал богословие . Рукоположен в сан священника 18 июля 1891 года.

### Пастырская деятельность
С 1894 года — проповедник и миссионер во Львове. С 1895 года — профессор философии и викарий монастыря, 1896—1897 — еклезиарх, проповедник и проводник Апостольства молитвы. В 1898—1901 годы — миссионер и эконом монастыря в Михайловке, а с 1 ноября 1901 — игумен монастыря, с 1905 года — миссионер в Дрогобыче. В 1906—1907 годы — миссионер и реколектантам в Львовском монастыре св. Онуфрия и директор миссий в Провинции.
Сотер Ортинский отличался глубокой верой, врожденной большой добротой и нежностью, полученными основательными занятимями и богословским знанием, искренним патриотизмом, неустрашимистью и твёрдым упорством, также был щедро одарён природой: осанкой, красивым голосом, музыкальными способностями, силой воображения, хорошей памятью, способностями к языкам и ораторскими способностями. Также его заслугой было сдерживание трагического для галицийского села пьянства. Активно боролся с русофильством.

### Епископ
Отец Сотер мечтал о миссионерской работе среди украинских переселенцев в Бразилию. Однако митрополит Андрей Шептицкий видел молодого отца Сотера будущим владыкой для верных в Америке, в США.

28 февраля 1907 Папа Римский Пий X назначил отца Сотера епископом для всех русинов в США верных греко-католическому обряду. В США ситуация на национально-религиозном фоне среди русинов из Австрии была непростая, главным образом среди галичан и карпаторусов, не говоря уже о тех, кто исповедовал антицерковные идеалы. Митрополит Андрей, владыки Константин Чехович и Григорий Хомишин 12 мая того же года в кафедральном соборе Святого Юра во Львове наделили отца Сотера архиерейской хиротонией.

### В США
27 августа 1907 года владыка Сотер прибыл в США, где его встретили многочисленные священники и верующие. Владыка отслужил молебен в церкви Святого Юра в Нью-Йорке. После визита в Апостольского Делегата в Вашингтон владыка Сотер поселился в Филадельфии.
Его заслугой было то, что в 1911 году он пригласил в США Сестер Василиянок, открыл приют для 200 детей-сирот; благодарностью-учителей организовал скаутское общество и приказал им вести вечерние школы, утвердил учебники букваря, Библии и катехизиса; заботился о формировании кадров священников для будущей семинарии и приобрел земельный участок для дома престарелых; способствовал созданию католической благотворительной организации «Провидение», объединявший греко-католические братства Америки; в 1913 год у церковная единица греко-католиков в США стала самостоятельной и неподвластной латинским епископам. За неполных девять лет он основал 63 новых прихода, а для лучшего управления поделил прихода на деканаты; заложил религиозные общества «Возрождение» и «Апостольство молитвы», основал журнал «Душпастир», «Америка», «Миссионер» и «Епархиальный вестник».
Не обходилось и без конфликтов — епископа Сотера обвиняли в самоуправстве, что приводило к уходу многих русинов в лоно Православной Церкви в Америке.

### Кончина
16 марта 1916 года владыка заболел пневмонией и через восемь дней, 24 марта, умер. Похоронные богослужения 30 марта 1916 возглавлял владыка Никита Будка из Канады. Похоронили владыку Сотера в кафедральном соборе в Филадельфии.

## Память
27 ноября 1944 года на воду было спущено судно проекта Либерти SS. Soter Ortynsky с бортовым номером 2331.
В 1960 году судно было разобрано на металлолом.